# خطوط إس 7 الجوية
خطوط إس 7 الجوية (الروسية: ПАО «Авиакомпания „Сибирь) وهي شركة طيران مقرها في نوفوسيبيرسك أوبلاست، روسيا[2]، مع مكاتب في موسكو[4] واعتباراً من عام 2008، أصبحت أكبر الخطوط للطيران الداخلي لروسيا. قواعدها الأساسية هي مطار دوموديدوفو الدولي ومطار نوفوسيبيرسك. وهي عضو في تحالف عالم واحد منذ عام 2010، ولكن عضويتها معلقة حاليًا بسبب الغزو الروسي لأوكرانيا.

## الوجهات
تعمل خطوط إس سفن إلى ما يقرب من 150 وجهة محليًا داخل روسيا ودوليًا في جميع أنحاء أوروبا وآسيا.

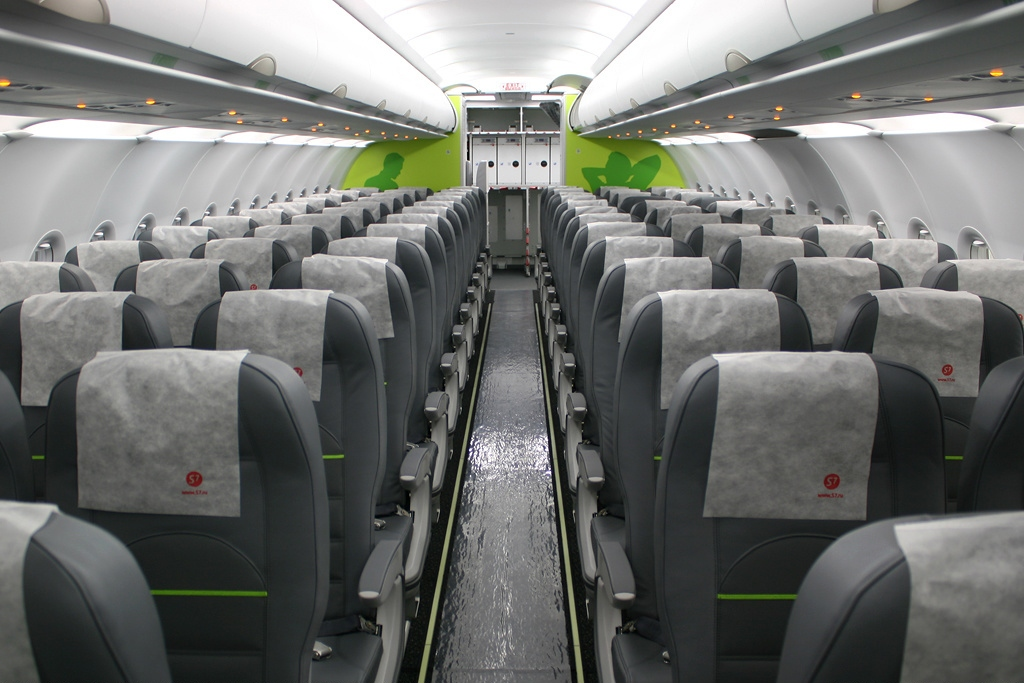
مقصورة إيرباص إيه 320-200 تابعة للشركة

### اتفاقية الرمز المشترك
لدى خطوط إس سفن اتفاقية الرمز المشترك مع الشركات التالية:
- طيران إيجيان
- طيران أستانا[7]
- طيران مولدوفا
- خطوط آسيانا الجوية
- الخطوط الجوية الأذربيجانية[8][9]
- طيران بيلافيا
- الخطوط الجوية البريطانية[10]
- كاثي باسيفيك
- الخطوط الجوية القبرصية
- طيران الإمارات[11]
- خطوط هاينان الجوية
- أيبيريا (شركة طيران)
- الخطوط الجوية اليابانية
- نوردستار
- الخطوط الجوية القطرية[12]
- الخطوط الملكية المغربية
- الملكية الأردنية
- الخطوط الجوية السنغافورية[13]
- تاب برتغال
- الخطوط الجوية الأوزبكستانية
- Yamal Airlines[14]

## الأسطول

### الأسطول الحالي

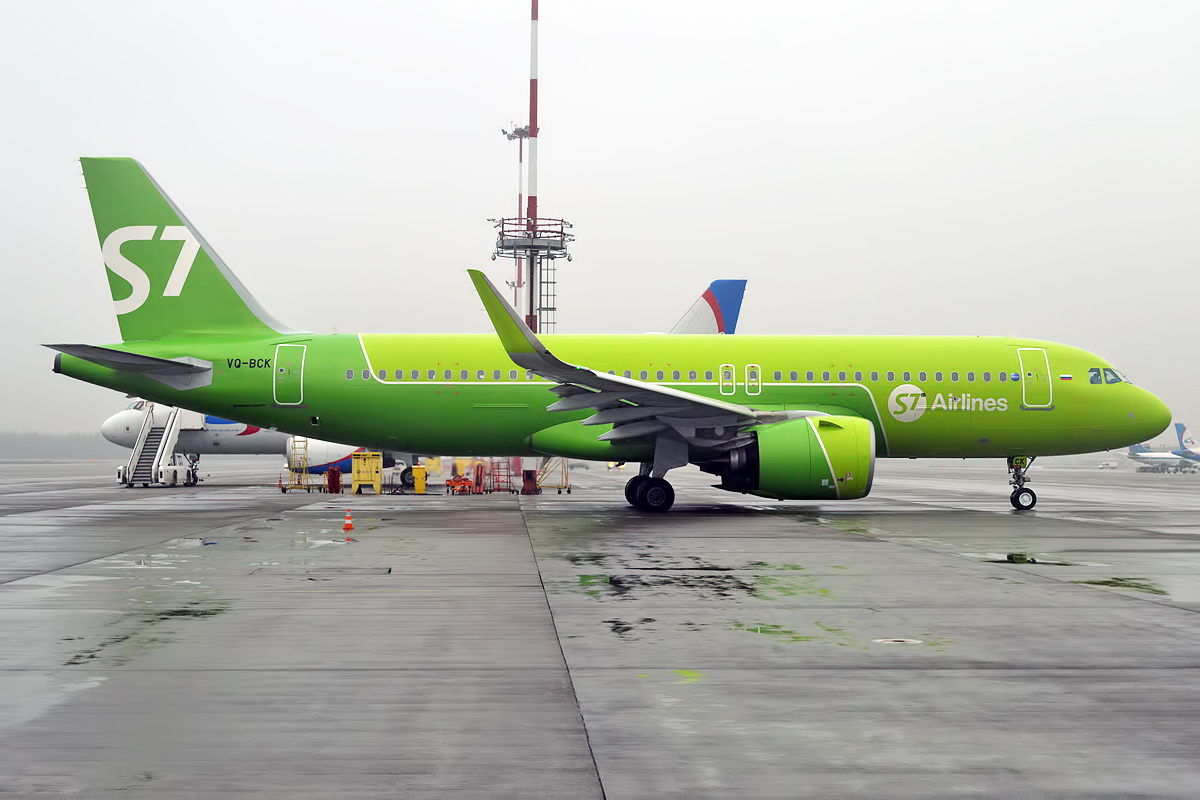
طائرة إيرباص إيه 320 نيو بكسوة الشركة

اعتبارًا من يوليو 2022، تشغل خطوط إس سفن الطائرات التالية:
| الطائرة                | في الخدمة | مطلوبة | الركاب       | الركاب   | الركاب  | ملاحظات                      |
| الطائرة                | في الخدمة | مطلوبة | رجال الأعمال | السياحية | المجموع | ملاحظات                      |
| ---------------------- | --------- | ------ | ------------ | -------- | ------- | ---------------------------- |
| إيرباص إيه 319         | 2         | —      | —            | 144      | 144     | ستسحب                        |
| إيرباص إيه 320         | 16        | —      | —            | 174      | 174     | [ 18 ]                       |
| إيرباص إيه 320 نيو     | 31        | —      | 8            | 156      | 164     |                              |
| إيرباص إيه 321         | 8         | —      | 8            | 189      | 197     |                              |
| إيرباص إيه 321         | 8         | —      | 8            | 190      | 198     |                              |
| إيرباص إيه 321 نيو     | 8         | —      | 8            | 195      | 203     |                              |
| بوينغ 737 الجيل القادم | 17        | —      | 8            | 168      | 176     | واحدة بكسوة تحالف عالم واحد. |
| إمبراير اي-جت          | 17        | —      | —            | 78       | 78      |                              |
| أسطول شحن إس سفن       |           |        |              |          |         |                              |
| بوينغ 737 الجيل القادم | 2         | —      | شحن          | شحن      | شحن     | سيبدأ التسليم.               |
| المجموع                | 101       | —      |              |          |         |                              |

### الأسطول التاريخي
سبق لإس سفن تشغيل الطائرات التالية:
| الطائرة            | أدخلت | سحبت | استبدلت ب                             | ملاحظات                                            |
| ------------------ | ----- | ---- | ------------------------------------- | -------------------------------------------------- |
| إيرباص إيه 310-200 | 2004  | 2010 | إيرباص إيه 320 بوينغ 737 الجيل القادم |                                                    |
| إيرباص إيه 310-300 | 2004  | 2014 | إيرباص إيه 320 بوينغ 737 الجيل القادم | تحطمت في حادثة خطوط إس سفن الرحلة 778              |
| أنتونوف أن-24      | 1992  | 2000 | بوينغ 737 كلاسيك                      |                                                    |
| بوينغ 737-400      | 2006  | 2008 | بوينغ 737 الجيل القادم                | حولت إلى خطوط جلوبس                                |
| بوينغ 737-500      | 2005  | 2009 | بوينغ 737 الجيل القادم                |                                                    |
| بوينغ 737 ماكس     | 2018  | 2022 | لا شىء                                |                                                    |
| بوينغ 767          | 2008  | 2017 | إيرباص إيه321 نيو                     |                                                    |
| توبوليف تو 154     | 1992  | 2004 | بوينغ 737 كلاسيك                      | تحطمت في حادثة تفجيرات طائرات توبوليف              |
| توبوليف تو 154 إم  | 1992  | 2009 | إيرباص إيه 320 بوينغ 737 الجيل القادم | تحطمت في حادثة الخطوط الجوية السيبيرية الرحلة 1812 |
| توبوليف تي يو-204  | 1992  | 2006 | إيرباص إيه 310 إيرباص إيه 319         |                                                    |